# Лола (фільм, 1970)
«Лола» (англ. Lola, інший варіант назви — «Твінкі», англ. Twinky) — британсько-італійський кінофільм 1970 року, знятий американським режисером Річардом Доннером. У головних ролях — Чарльз Бронсон і Сьюзен Джордж.

## Сюжет
Скотт Вордман — чоловік середніх літ, американець, письменник порнографічних романів. Одного разу, перебуваючи у Лондоні, Скотт закохується у 16-річну школярку Лолу. Пара вирішує одружитися і поїхати до Америки, де Лола має закінчити школу. Між тим у Скотта настає творча криза.

## У ролях
| Актор          | Роль                          |
| -------------- | ----------------------------- |
| Чарльз Бронсон | Скотт Вордман                 |
| Сьюзен Джордж  | Лола/Твінкі/Сібіл Лондондеррі |
| Орсон Бін      | Гел                           |
| Онор Блекман   | Мама                          |
| Майкл Крейг    | Тато                          |
| Пол Форд       | містер Вордман                |
| Кей Медфорд    | місіс Вордман                 |
| Тревор Говард  | дідусь Лоли                   |
| Роберт Морлі   | суддя Роксбур                 |
| Джек Гокінс    | суддя Міллінгтон-Дрейпер      |
| Пеггі Ейтчсон  | місіс Фінчлі                  |
| Кеті Хосе      | Фелісіті                      |
| Ентоні Кемп    | Пітер                         |
| Сью Ллойд      | Урсула                        |
| Джилл Айрленд  | дівчина у аеропорту           |